# Acalypha totonaca
Acalypha totonaca é uma espécie de flor do gênero Acalypha, pertencente à família Euphorbiaceae.